# Cyrtoplax bidentata
Cyrtoplax bidentata is een krabbensoort uit de familie van de Panopeidae. De wetenschappelijke naam van de soort is voor het eerst geldig gepubliceerd in 1975 door Gomez & Ortiz.